# Karen Lamassonne
Karen Lamassonne (Nueva York, 1954) es una artista norteamericana. Ha trabajado en distintos sectores de las prácticas artísticas como el cine, la fotografía, el grabado y la pintura. Fue una de las pioneras en el campo del videoarte en Colombia, con su obra Secretos delicados (1982) presentada en la octava versión de la exposición Salón Atenas, organizada por el curador Eduardo Serrano en el Museo de Arte Moderno de Bogotá. También, fue parte del Grupo de Cali, realizando la dirección de arte de películas dirigidas por Luis Ospina y Carlos Mayolo.

## Biografía
Hija de padre argentino y madre colombiana, conforman una familia de 7 hijos. Vivió en Colombia hasta los 7 años, cuando trasladan a su papá a Nueva York. Los últimos años de bachillerato, posteriormente se muda con su familia a California. Ahí, conoce al artista Charles Garoian, al que considera su mentor. A los 18 años vuelve a Colombia y realiza exposiciones individuales y colectivas en Bogotá, Cali y Medellín. En 1978 vive un tiempo en Alemania y Francia. En 1980 vuelve a Cali donde vive y trabaja con Luis Ospina y forma parte del Grupo de Cine de Cali. En esta época de los 80 Lamassonne emprende una etapa de su vida más productiva trabajando en su obra por distintos medios. En 1991 a Roma donde continúa pintando y exponiendo en Colombia. En 1995 en Atlanta Georgia, tiene un hijo que se llama Lorenzo González.

## Exposiciones

### Individuales
- 2017: DESNUDA ASTUCIA DEL DESEO, Museo La Tertulia, Cali, Colombia
- 1993: ENCUENTROS REHECHOS, Galería de la Oficina, Medellín, Colombia.
- 1993: ENCUENTROS REHECHOS, Galería Belarca, Bogotá, Colombia.
- 1991: PEGADOS MORTALES, Galería Arte Moderno, Cali, Colombia.
- 1989: PINTURAS, Museo de Arte Moderno La Tertulia, Cali, Colombia.
- 1989: PINTURAS, Galería Belarca, Bogotá, Colombia.
- 1980: BAÑOS, Galería Belarca, Bogotá, Colombia.
- 1980: BAÑOS, Galería Finale, Medellín, Colombia.
- 1979: BAÑOS, Galería Club de Ejecutivos, Cali, Colombia.
- 1976: ACUARELAS, Galería Punta del Lanza, Bogotá, Colombia.
- 1975: ERÓTICOS, Galería Exposur, Cali, Colombia.
- 1974: DIBUJOS, Bogotá, Colombia

### Colectivas
- 2017: FRECUENCIA DOMÉSTICA, Instituto de Visión, Bogotá, Colombia.
- 2016: VOCES ÍNTIMAS, Relatos e imágenes de mujeres artistas, Museo Nacional, Bogotá, Colombia.
- 2015: MUJERES ENTRE LÍNEAS, Una historia en clave de educación, arte y género, Museo Nacional, Bogotá, Colombia.
- 2015: CALIWOOD, Casa Ensamble, Bogotá, Colombia.
- 2008: El Taj Mahal conoce el Puente Ortiz, Cali, Colombia.
- 2008: 7 Festival de Performance de Cali, Antigua Harinera Molinos Titán del Valle, Cali, Colombia.
- 2008: ¡URGENTE! 41 Salón Nacional de Artistas en Cali, Colombia.
- 2007: ¡ACCIÓN! CINE EN COLOMBIA, Museo Nacional de Colombia, Bogotá, Colombia.
- 2003: Biennale Internazionale Dell'Arte Contemporanea, Florencia, Italia.
- 2003: SOLDADOS, Miro's Garden, Café and Gallery, Atlanta, Georgia, USA.
- 2001: The Righteous Room, Atlanta, Georgia, USA.
- 2001: Covet Gallery, Atlanta, Georgia, USA.
- 1999: JUMP START THE ART, Woodruff Arts Center, Atlanta, Georgia, USA.
- 1999: CONVOCARE, Awarehouse, Atlanta, Georgia, USA.
- 1998: GRAN FERIA DEL ARTE, Museo de Arte Moderno, Bogotá, Colombia.
- 1997: COLOMBIAN ART, American Intercontinental University, Atlanta, Georgia, USA.
- 1996: ARTE IBEROAMERICANO 1996, Montgomery Ward Gallery, University of Illinois, Chicago, Illinois, USA.
- 1996: FOTOGRAFÍA DE LA COLECCIÓN, Museo de Arte Moderno La Tertulia, Cali, Colombia.
- 1996: HISPANIC ART, American College of Art, Atlanta, Georgia, USA.
- 1996: CUERPO REPRESENTADO & ALEGORÍA Y REFLEXIÓN, Museo de Arte Moderno La Tertulia, Cali, Colombia.
- 1994: Artesia Gallery, Palazzo delle Esposizione, Rome, Italy.
- 1994: XXXV SALÓN NACIONAL, Corferias, Bogotá, Colombia.
- 1993: NUDE ART, Forum Interart Gallery, Rome, Italy.
- 1993: VI SALÓN REGIONAL, Corferias, Bogotá, Colombia.
- 1992: 81 CAJAS ERÓTICAS, Galería Alonso Arte, Bogotá, Colombia.
- 1992: REFLEXIONES - Mes de la Fotografía, Galería Cámara de Comercio, Cali, Colombia.
- 1992: Artesia Gallery, Palazzo delle Esposizione, Rome, Italy.
- 1992: FAX ART: un Intercambio de Conceptos sobre el Paisaje Americano, Galería Centro Colombo Americano, Medellín; Galería Cámara de Comercio, Cali; Museo de Arte Moderno, Bucaramanga; Museo de Arte Moderno, Cartagena, Colombia.
- 1991: SAN SEBASTIÁN EN COLOMBIA HOY, Galería La Oficina, Medellín, Colombia.
- 1991: DISSIMILAR IDENTITY - Latin American New York", Scott Alan Gallery, New York, USA.
- 1991: ARTE ERÓTICO, Galería La Oficina, Medellín, Colombia.
- 1990: COLOMBIAN FIGURATIVE, Moss Gallery, San Francisco, California, USA.
- 1990: LATIN AMERICAN ARTISTS, CSS, Atlanta, Georgia, USA.
- 1989: FOTOGRAFÍAS Y SU RELACIÓN, Sala Alterna, Museo de Arte Moderno La Tertulia, Cali, Colombia.
- 1989: AVANCES, Galería Belarca, Bogotá, Colombia.
- 1989: GRÁFICA SERIADA EN EL VALLE DEL CAUCA, Galería Cámara de Comercio, Cali, Colombia; Ángel Arango, Bogotá.
- 1988: HOMENAJE A FELIZA BURSZTYN, Galería Café Libro, Bogotá, Colombia.
- 1988: LA FOTOGRAFÍA EN CALI, Festival Internacional de Arte de Cali, Cali, Colombia.
- 1988: FOTOGRAFINNEN AUS KOLUMBIEN, Galerie Junge Kunstler, Berlín, Alemania
- 1987: FRENTE FOTOGRÁFICO, Museo de Arte Moderno La Tertulia, Cali, Colombia.
- 1986: LA MUJER EN EL ARTE, Galería Biblioteca del Centenario, Cali, Colombia.
- 1986: XXX SALÓN NACIONAL, Museo Nacional, Bogotá, Colombia.
- 1985: GALERÍA TALLER, Museo de Arte Moderno La Tertulia, Cali, Colombia.
- 1984: Galería Instituto Alzate Avendano, Bogotá, Colombia.
- 1982: VIII SALÓN ATENAS, Museo de Arte Moderno, Bogotá, Colombia.
- 1982: ARTESANOS VALLECAUCANOS, Galería Fenalco, Cali, Colombia.
- 1981: Galería La Teja Corrida, Bogotá, Colombia.
- 1981: OBRA GRÁFICA SERIADA EN COLOMBIA II, Banco Central Hipotecario, Bogotá, Colombia.
- 1981: IV BIENAL AMERICANA DE ARTES GRÁFICAS, Museo de Arte Moderno La Tertulia, Cali, Colombia.
- 1980: Galería El Charco, Cali, Colombia.
- 1980: FESTIVAL INTERNACIONAL DE LA PEINTURE, Cognes-sur-Mer, France.
- 1978: Exposición Nacional de la Mujer", Club de Ejecutivos, Cali, Colombia.
- 1978: FUNF KOLUMBIANISCHE KUNSTLERINNEN, Die Insel Gallery, Hamburg, Germany.
- 1978: FUNF KOLUMBIANISCHE KUNSTLERINNEN, Die Frauengalerie, Berlín, Germany.
- 1977: MINIATURAS, Galería Casanegra, Bogotá, Colombia.
- 1977: ACUARELAS, Galería Pirámide, Bogotá, Colombia.
- 1977: 4 ES LA FORMA, Galería 70, Bogotá, Colombia.
- 1977: II SALÓN DE ARTE JOVEN, Museo de Arte Moderno La Tertulia, Cali, Colombia.
- 1976: Galería del Unicornio, Bogotá, Colombia.
- 1976: Casanegra, Bogotá, Colombia.

## Cine
- 2015: Actuación en el largometraje documental TODO COMENZÓ POR EL FIN, dirigida por Luis Ospina, Colombia.
- 2007: Productora Asociada en Atlanta del Largometraje Documental TIGRE DE PAPEL, dirigida por Luis Ospina, Colombia.
- 1993: Dirección Artística y Actuación en el cortometraje PREGA PER NOI, dirigida por Gustavo A. González, producción de la ENAIP, Roma, Italia.
- 1990: Testimonios en el documental ADIÓS A CALI, dirigida por Luis Ospina, Cali, Colombia.
- 1988: Dirección Artística para el largometraje MARÍA CANO, dirigida por Camila Loboguerrero, producida por FOCINE, Bogotá, Colombia.
- 1987: Dirección Artística en Cali para el largometraje GREEN COBRA, dirigida por Werner Herzog, Cali, Colombia.
- 1987: Edición para el cortometraje LAS ANDANZAS DE JUAN MÁXIMO GRIS, dirigida por Oscar Campo, producida por FOCINE, Cali, Colombia.
- 1986: Edición y para el largometraje LA MANSIÓN DE ARAUCAIMA, dirigida por Carlos Mayolo, producida por FOCINE,Cali, Colombia.
- 1986: Dirección Artística para el documental ANDRÉS CAICEDO: UNOS POCOS BUENOS AMIGOS, dirigida por Luis Ospina, Cali, Colombia.
- 1986: Dirección Artística, Actuación y Edición para el cortometraje VALERIA, dirigida por Oscar Campo, producida por FOCINE, Cali, Colombia.
- 1986: Dirección Artística para el cortometraje ELLA EL CHULO Y EL ATARVAN, dirigida por Fernando Vélez, producida por FOCINE, Cali, Colombia.
- 1986: Dirección Artística para el cortometraje REPUTADO, dirigida por Silvia Amaya, producida por FOCINE, Bogotá, Colombia.
- 1985: Edición para el cortometraje AQUEL 19, dirigida por Carlos Mayolo, producida por FOCINE, Cali, Colombia.
- 1985: Edición para el cortometraje ATRAPADOS, dirigida por Juan José Vejarano, producida por FOCINE Bogotá, Colombia.
- 1985: Edición para el cortometraje MOMENTOS DE UN DOMINGO, dirigida por Patricia Restrepo, producida por FOCINE, Bogotá, Colombia.
- 1985: Dirección Artística y Asistente de Edición para el corto documental EN BUSCA DE MARÍA, dirigida por Luis Ospina y Jorge Nieto, producida por el Patrimonio Fílmico Nacional, Bogotá, Colombia.
- 1985: Edición para el cortometraje CALI CALIDOSCOPIO, dirigida por Carlos Mayolo, producida por FOCINE Cali, Colombia.
- 1984: Diseño de Producción y Actuación para el largometraje KALT IN KOLUMBIEN, dirigida por Dieter Schidor, producida por Planet-Film, Cartagena, Colombia.
- 1983: Edición y Actuación para el largometraje CARNE DE TU CARNE, dirigida por Carlos Mayolo, producida por FOCINE, Cali, Colombia.
- 1981: Dirección Artística, Storyboard, Asistente de Dirección y Asistente de Edición para el largometraje PURA SANGRE, dirigida por Luis Ospina, producida por FOCINE, Cali, Colombia.
- 1979: Dirección Artística para el cortometraje El último cliente, dirigida por Miguel Torres (dramaturgo), producida por Lina Uribe, Bogotá Colombia.